# Museu d'Art de Ponce
El Museu d'Art de Ponce (MAP) és un museu d'art ubicat a Ponce, Puerto Rico. Alberga una col·lecció d'art europeu, així com obres d'artistes Porto-riquenys.

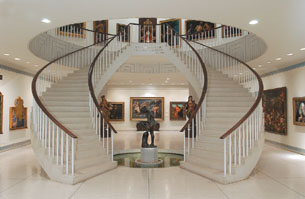
Sala principal del museu

El museu conté un conjunt d'obres del prerafaelitisme i disposa de més de 3.800 peces d'art distribuït entre catorze galeries. Va ser fundat per Luis A. Ferré i el seu edifici actual fou  inaugurat el 28 de desembre de 1965 i ampliat el 2010.

## Obres d'art
El Museu d'Art de Ponce alberga la col·lecció més important d'art europeu dins Llatinoamèrica. Té una col·lecció de gairebé 4.000 peces d'art des del segle xiv fins al XX, barroc italià, prerafaelitisme britànic, segle d'or espanyol i art contemporani llatí-americà.

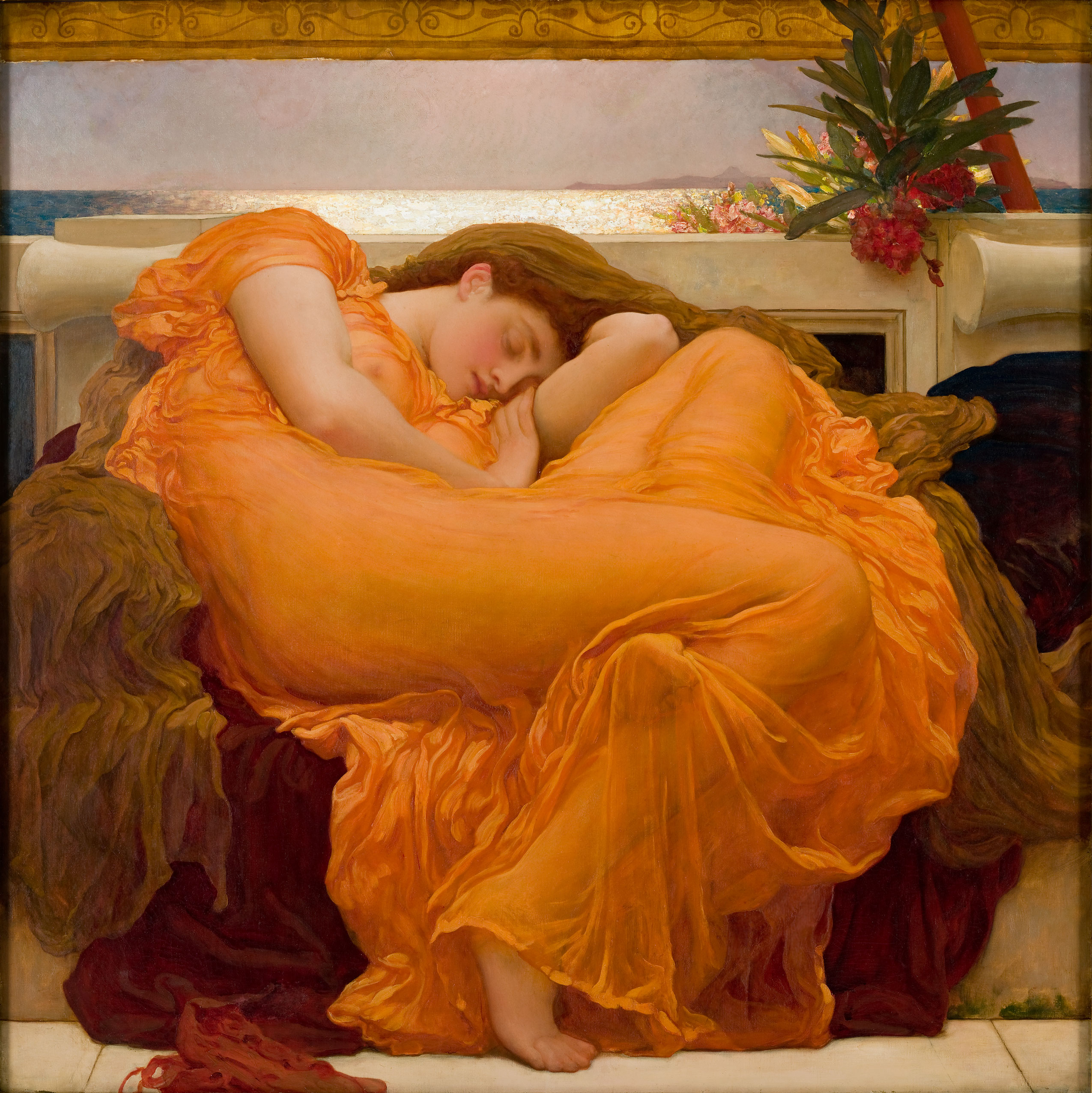
Flaming June per Frederic Leighton

Alguns dels artistes amb obres exhibides al museu són Peter Paul Rubens, Lucas Cranach el Vell, Bartolomé Esteban Murillo, Eugène Delacroix i Edward Coley Burne-Jones. L'obra mestra principal del museu és el Flaming June pintat per Frederic Leighton. Luis A. Ferré va comprar aquesta peça a Amsterdam.
The Last Sleep of Arthur in Avalon, l'obra mestra final i coronació d'Edward Coley Burne-Jones, és una altra de les peces principals de la col·lecció del museu, adquirida per Ferré per 1.600 guinees britàniques el 1963. L'enorme pintura va ser començada el 1881 i va quedar inacabada per la mort de l'artista el 1898. El 2009, ambdós Flaming June i The Last Sleep of Arthur in Avalon, van ser prestats a la Tate Britain mentre que el museu es va sotmetre a una renovació de dos anys. Altres pintures van ser prestades al Museu del Prado a Madrid.
Inclou una col·lecció d'art d'artistes Porto-riquenys com José Campeche y Jordán, Francisco Oller y Cestero, Miguel Pou Becerra, Myrna Báez, Francisco Rodón, Antonio Martorell Cardona i Arnaldo Roche Rabell, entre d'altres. El març de 2006, el museu va exhibir la feina d'artista mexicana Frida Kahlo.